# Terapia manual
Terapia manual, abrange o tratamento de saúde de varias doenças etiologicas, com a intervenção física. É um termo genérico utilizado para designar um conjunto de técnicas terapêuticas utilizadas pelo fisioterapeuta para prevenir e tratar as mais variadas disfunções.